# Crossotocera wagnerella
Crossotocera wagnerella is een vlinder uit de familie sikkelmotten (Oecophoridae). De wetenschappelijke naam is voor het eerst geldig gepubliceerd in 1930 door Zerny.
De soort komt voor in Europa.